# Callogorgia elegans
Espèce
Synonymes
- Callicella elegans Gray, 1870

Callogorgia elegans est une espèce de coraux alcyonaires de la famille des Primnoidae et de l'ordre des Alcyonacea. C'est un corail abyssal trouvé au Nord-Ouest de l'Océan Pacifique.
Son nom est ヤナギウミヒバ (traduction: corail en forme de saule?) en Japonais[réf. nécessaire].